# Canal Terror
Vous pouvez aider à l'améliorer ou bien discuter des problèmes sur sa page de discussion.
- Il ne cite pas suffisamment ses sources. Vous pouvez indiquer les passages à sourcer avec {{référence nécessaire}} ou {{Référence souhaitée}}, et inclure les références utiles en les liant aux notes de bas de page. (Marqué depuis avril 2024)
- Certaines informations devraient être mieux reliées aux sources mentionnées dans la bibliographie ou les liens externes. Améliorez sa vérifiabilité en les associant par des références. (Marqué depuis avril 2024)

- Archive Wikiwix
- Bing
- Cairn
- DuckDuckGo
- E. Universalis
- Gallica
- Google
- G. Books
- G. News
- G. Scholar
- Persée
- Qwant
- (zh) Baidu
- (ru) Yandex
- (wd) trouver des œuvres sur Wikidata

Canal Terror est un groupe allemand de punk rock, originaire de Bonn, actif entre 1980 et 1984.

## Histoire
En 1980, les membres fondateurs, Tommy, Volker et Dominik ont entre 15 et 17 ans. L'année suivante, Rainer Banse, alors âgé de 14 ans, rejoint le groupe en tant que batteur. En 1981, ils font les premiers enregistrements de démo et un film Super 8, où ils présentent pour la première fois la chanson Staatsfeind qui deviendra un leitmotiv. En décembre, le groupe est dans la compilation Soundtracks zum Untergang 2 du label Aggressive Rockproduktionen (AGR). Canal Terror donne ses premiers concerts en dehors de Cologne et de Bonn cette année notamment avec Black Flag, Minutemen, Slime, OHL. Des démos sortent au cours des deux prochaines années.
En décembre 1982, le LP Zu spät est enregistré chez AGR. À cause de divergences avec le chef du label, Karl-Ulrich Walterbach (de), sur les chansons qui doivent y paraître, il sort seulement au printemps 1983.
En 1983, Tommy quitte le groupe après des disputes internes et Rainer passe au microphone. Stefan, ancien bassiste de Toxoplasma, rejoint le groupe en tant que nouveau batteur. Avec Frank Glienke (KutA), un deuxième guitariste est invité à assister à certains concerts, mais KutA quitte le groupe peu après. Le groupe et Razzia, Inferno, Neurotic Arseholes (de), Boskops, Die Ärzte et Toxoplasma sont dans la compilation Underground Hits 2. Après d'autres disputes, des disputes, Dominik puis Volker quittent le groupe. Canal Terror continue jusqu'en 1984 avec Rainer et Stefan accompagnés d'autres membres. la chanson Staatsfeind paraît en version live sur la compilation néerlandaise Babylon bleibt fahren, avant que le groupe ne se sépare enfin. En 1986, Tommy forme Molotow Soda.
En décembre 1991, le groupe avec la plupart des membres fondateurs donne à la Biskuithalle de Bonn, avec Toxoplasma, Die Skeptiker et le groupe britannique Urge. En 1992, l'enregistrement de ce concert paraît sous le titre Canal Terror – Live in Bonn. Le LP Zu spät est réédité sous forme de CD par AGR. Également chez Aggressive Rockproduktionen sort la première partie de la compilation Deutschpunk Kampflieder avec trois titres de Canal Terror, sous un autre nom et pour leur publication, le groupe n'a pas donné son consentement. Lors d'une action en justice contre AGR, le groupe obtient les droits sur leurs chansons.
En 1997 a lieu la réédition officielle des premiers enregistrements dont la version de Saufbauch de la compilation Bollocks to the Gonads – Here’s the Testicles.

## Discographie

### Albums studio
- 1983 : LP - Zu spät (Aggressive Rockproduktionen)
- 1992 : LP/CD/VHS - Live in Bonn (Red Rossetten Records)